# Бебі-бум (фільм, 2016)
«Бебі-бум» (рос. Бэби-бум) — українська романтична комедія 2016 року режисера Валерія Ібрагімова.

## Сюжет
Після повернення з поїздки до Бразилії Галина дізнається, що вагітна, і не від чоловіка Миколи, а від бразилійця Мігеля, з яким вона познайомилася у відпустці. Але Галина та Микола склали шлюбний контракт, за яким у разі зради одного з партнерів той позбавляється практично всього спільно нажитого майна. Несподівано приїздить дочка Галини та Миколи — Катерина, яка збирається одружуватись і теж вагітна…

## У ролях
| Актор              | Роль                                |
| ------------------ | ----------------------------------- |
| Юлія Такшина       | Галина, головна роль                |
| Артемій Єгоров     | Микола, чоловік Галини              |
| Тетяна Догілєва    | мати Галини                         |
| Борис Смолкін      | Степан Павлович, приватний детектив |
| Віталій Іванченко  | Михайло Васильович, батько Кості    |
| Михайло Богдасаров | Мігель                              |
| Дмитро Оськін      | аптекар                             |
| Олена Турбал       | Люся Мартиненко, повія              |
| Микита Путинцев    | Кирило                              |
| Ярослав Гуревич    | Мішель, шеф-кухар                   |
| Вадим Акімкін      | Сергій, охоронець                   |

## Знімальна група
- Режисер: Валерій Ібрагімов
- Сценарист: Віктор Мірошниченко
- Оператор: Олександр Андріяшин
- Художник: Павло Карван
- Продюсери: Світлана Карван, Юлія Волхонська
- Композитор: Володимир Матецький